# 今村元気
今村 元気（いまむら げんき、1982年3月17日 - ）は、千葉県富里市出身の競泳選手。種目は平泳ぎ。成田高等学校、東海大学出身。2005年世界水泳選手権200m平泳ぎ銅メダリスト。

## 経歴
名前の元気はがんばれ元気の主人公から名づけられた。中学校までは野球をやっていたが、中学3年の時に千葉県大会で4位になったことから水泳に転向した。高校時代は2年よりインターハイに出場したものの決勝に残ることはできず平凡な選手であった。
東海大学に進学後、筋力トレーニング、高地トレーニング、ボクシングなどの練習に取り組み、大幅に自己ベストを縮めた。
2003年、日本学生選手権水泳競技大会で優勝、2004年の日本選手権200m平泳ぎでは2位となった。同年のアテネオリンピックに出場、予選11位の2分14秒10で準決勝に進出したがベストタイムを出せず、決勝には進めなかった。
2005年、日本選手権の200m平泳ぎで北島康介を破った。同年7月の世界水泳選手権の200m平泳ぎでは2分11秒54で銅メダルを獲得した。8月、トルコのイズミルで行われたユニバーシアードでも銅メダルを獲得した。11月にマカオで行われた東アジア競技大会では400mメドレーリレーに中野高、高安亮、佐藤久佳と出場、3分40秒59で銀メダルを獲得した。
オリンピック日本代表、世界選手権出場経験者などで立ち上げられた「LIENS（リアン）」という水泳チームのメンバーとなっている。